# Tatti
Ne doit pas être confondu avec Tati.
Tatti est une frazione située sur la commune de Massa Marittima, province de Grosseto, en Toscane, Italie. Au moment du recensement de 2011 sa population était de 209 habitants.

## Géographie
Tatti est un petit village médiéval situé sur les monts Métallifères, à environ 25 km au sud-est de Massa Marittima ; il est également situé près de la frontière avec la commune de Roccastrada, près des villages de Roccatederighi, Montemassi et Ribolla.

## Monuments
- Église Santa Maria Assunta (XIIIe siècle), ancienne piève
- Église San Sebastiano, d'origine médiévale, mais reconstruit au XVIIIe siècle
- Église Santissima Annunziata (XVIIIe siècle)
- Remparts médiévaux, avec la forteresse aldobrandesque